# Гротенфельт, Густав Адольфович
Густав (Кустави) Адольфович Гротенфельт (фин. Kustavi Grotenfelt; 27 апреля 1861, Гельсингфорс, Великое княжество Финляндское, Российская империя — 7 января 1928, Хельсинки) — финский историк, политический деятель, издатель, педагог, профессор университета Хельсинки, доктор философии (1888).

## Биография
Из дворян. Образование получил в  университете Гельсингфорса, где позже читал лекции по истории скандинавских стран.
Со времени генерал-губернаторства Н. Бобрикова примкнул к оппозиции, стоящей за полное сохранение конституционных прав сейма.
Избирался членом сейма Финляндии с 1888 по 1900 и с 1904 по 1906 год и парламента Финляндии с 1908 по 1909 год. Представлял Младофинскую партию.

## Избранные труды
- «О торговле и городах Финляндии в царствование первых королей из династии Ваза» (Гельсингфорс, 1887);
- «История Финляндии в эпоху реформации 1521—1617» (1900—02);
- «Финские студенты в иностранных университетах до 1640 г.» (Гельсингфорс, 1902);
- ряд статей по вопросам историческим, политическим и общественным в издаваемом им журнале «Valvoja».